# Arno Lippmann
Arno Lippmann (ur. 25 lipca 1890, zm. 29 maja 1946 w Landsberg am Lech) – zbrodniarz hitlerowski, oficer administracji obozu koncentracyjnego Dachau i SS-Hauptsturmführer.
Członek załogi Dachau od października 1942 do kwietnia 1945 roku. Pełnił wysokie funkcje w kierownictwie obozu, będąc bliskim współpracownikiem Schutzhaftlagerführerów: Franza Johanna Hofmanna i Michaela Redwitza, a także zastępcą kierownika administracji obozowej (Verwaltungsführer). Pod koniec istnienia Dachau Lippmann był również komendantem podobozu Kaufering VII. Wielokrotnie brał udział w egzekucjach na terenie obozu. Maltretował także więźniów, gdy pełnił funkcję komendanta Kaufering.
Po zakończeniu wojny Arno Lippmann został osądzony przez amerykański Trybunał Wojskowy w procesie załogi Dachau i skazany na karę śmierci. Powieszono go w więzieniu Landsberg pod koniec maja 1946 roku.